# Leptodrassus croaticus
Leptodrassus croaticus är en spindelart som beskrevs av Raymond Comte de Dalmas 1919. Leptodrassus croaticus ingår i släktet Leptodrassus och familjen plattbuksspindlar.
Artens utbredningsområde är Kroatien. Inga underarter finns listade i Catalogue of Life.